# Marele Premiu al Principatului Monaco din 2022
Marele Premiu al Principatului Monaco din 2022 (cunoscut oficial ca Formula 1 Grand Prix de Monaco 2022) a fost o cursă de Formula 1 ce s-a desfășurat între 27-29 mai 2022. Aceasta a fost cea de-a șaptea rundă a Campionatului Mondial de Formula 1 din 2022.
Cursa a început cu întârziere din cauza ploii. Cursa trebuia să aiba startul la ora 16:00, însă a început cu o oră jumătate întârziere. Marele Premiu a fost câștigat de Sergio Pérez, de la Red Bull, el devenind cel mai titrat pilot mexican din istoria Formulei 1. Podiumul a fost completat de spaniolul Carlos Sainz Jr., de la Ferrari, și de colegul câștigătorului, și anume Max Verstappen.

## Context

### Participanți
Piloții și echipele au fost aceiași ca în lista de înscrieri în sezon, fără piloți suplimentari de rezervă pentru cursă.

### Alegerile anvelopelor
Furnizorul de anvelope Pirelli a adus compușii de anvelope C3, C4 și C5 (desemnați ca dur, mediu și, respectiv, moale) pentru ca echipele să le folosească la eveniment.

### Întârzieri
Din cauza amenințării de ploaie, cursa a fost amânată de mai multe ori. Ploaia a început, iar startul cursei s-a lăsat așteptat până în momentul în care s-a oprit ploaia. Un accident al pilotului Mick Schumacher a adus întreruperea cursei până la curățarea pistei. Din cauza acestor evenimente cursa nu s-a desfașurat pe parcursul a 78 de ture, ci doar 64.

## Antrenamente libere
Pentru acest Mare Premiu au fost programate 3 sesiuni de antrenamente. Vineri de la orele 15:00 și 18:00, iar sâmbătă de la 14:00 (ora României).
| Prima sesiune de antrenamente | Prima sesiune de antrenamente | Prima sesiune de antrenamente | Prima sesiune de antrenamente | Prima sesiune de antrenamente |
| Poz.                          | Nr.                           | Pilot                         | Constructor                   | Timpi                         |
| ----------------------------- | ----------------------------- | ----------------------------- | ----------------------------- | ----------------------------- |
| 1                             | 16                            | Charles Leclerc               | Ferrari                       | 1:14,531                      |
| 2                             | 11                            | Sergio Pérez                  | Red Bull Racing-RBPT          | +0,039s                       |
| 3                             | 55                            | Carlos Sainz Jr.              | Ferrari                       | +0,070s                       |
| Sursa:                        |                               |                               |                               |                               |

| A doua sesiune de antrenamente | A doua sesiune de antrenamente | A doua sesiune de antrenamente | A doua sesiune de antrenamente | A doua sesiune de antrenamente |
| Poz.                           | Nr.                            | Pilot                          | Constructor                    | Timpi                          |
| ------------------------------ | ------------------------------ | ------------------------------ | ------------------------------ | ------------------------------ |
| 1                              | 16                             | Charles Leclerc                | Ferrari                        | 1:12,656                       |
| 2                              | 55                             | Carlos Sainz Jr.               | Ferrari                        | +0,044s                        |
| 3                              | 11                             | Sergio Pérez                   | Red Bull Racing-RBPT           | +0,379s                        |
| Sursa:                         |                                |                                |                                |                                |

| A doua sesiune de antrenamente | A doua sesiune de antrenamente | A doua sesiune de antrenamente | A doua sesiune de antrenamente | A doua sesiune de antrenamente |
| Poz.                           | Nr.                            | Pilot                          | Constructor                    | Timpi                          |
| ------------------------------ | ------------------------------ | ------------------------------ | ------------------------------ | ------------------------------ |
| 1                              | 11                             | Sergio Pérez                   | Red Bull Racing-RBPT           | 1:12,476                       |
| 2                              | 16                             | Charles Leclerc                | Ferrari                        | +0,041s                        |
| 3                              | 55                             | Carlos Sainz Jr.               | Ferrari                        | +0,370s                        |
| Sursa:                         |                                |                                |                                |                                |

## Clasament

### Calificări
Calificările au avut loc în data de 28 mai și au început la ora 17:00 (ora României). S-au terminat cu steag roșu din cauza incidentelor provocate de Sergio Pérez, Carlos Sainz Jr. și Fernando Alonso.
| Poz.   | Nr. | Pilot            | Constructor                  | Timpi calificări | Timpi calificări | Timpi calificări |
| Poz.   | Nr. | Pilot            | Constructor                  | Q1               | Q2               | Q3               |
| ------ | --- | ---------------- | ---------------------------- | ---------------- | ---------------- | ---------------- |
| 1      | 16  | Charles Leclerc  | Ferrari                      | 1:12,569         | 1:11,864         | 1:11,376         |
| 2      | 55  | Carlos Sainz Jr. | Ferrari                      | 1:12,616         | 1:12,074         | 1:11,601         |
| 3      | 11  | Sergio Pérez     | Red Bull Racing-RBPT         | 1:13,004         | 1:11,954         | 1:11,639         |
| 4      | 1   | Max Verstappen   | Red Bull Racing-RBPT         | 1:12,993         | 1:12,117         | 1:11,666         |
| 5      | 4   | Lando Norris     | McLaren-Mercedes             | 1:12,927         | 1:12,266         | 1:11,849         |
| 6      | 63  | George Russell   | Mercedes                     | 1:12,787         | 1:12,617         | 1:12,112         |
| 7      | 14  | Fernando Alonso  | Alpine-Renault               | 1:13,394         | 1:12,688         | 1:12,247         |
| 8      | 44  | Lewis Hamilton   | Mercedes                     | 1:13,444         | 1:12,595         | 1:12,560         |
| 9      | 5   | Sebastian Vettel | Aston Martin Aramco-Mercedes | 1:13,313         | 1:12,613         | 1:12,732         |
| 10     | 31  | Esteban Ocon     | Alpine-Renault               | 1:12,848         | 1:12,528         | 1:13,047         |
| 11     | 22  | Yuki Tsunoda     | AlphaTauri-RBPT              | 1:13,110         | 1:12,797         | N/A              |
| 12     | 77  | Valtteri Bottas  | Alfa Romeo-Ferrari           | 1:13,541         | 1:12,909         | N/A              |
| 13     | 20  | Kevin Magnussen  | Haas-Ferrari                 | 1:13,069         | 1:12,921         | N/A              |
| 14     | 3   | Daniel Ricciardo | McLaren-Mercedes             | 1:13,338         | 1:12,964         | N/A              |
| 15     | 47  | Mick Schumacher  | Haas-Ferrari                 | 1:13,469         | 1:13,081         | N/A              |
| 16     | 23  | Alexander Albon  | Williams-Mercedes            | 1:13,611         | N/A              | N/A              |
| 17     | 10  | Pierre Gasly     | AlphaTauri-RBPT              | 1:13,660         | N/A              | N/A              |
| 18     | 18  | Lance Stroll     | Aston Martin Aramco-Mercedes | 1:13,678         | N/A              | N/A              |
| 19     | 6   | Nicholas Latifi  | Williams-Mercedes            | 1:14,403         | N/A              | N/A              |
| 20     | 24  | Zhou Guanyu      | Alfa Romeo-Ferrari           | 1:15,606         | N/A              | N/A              |
| Sursa: |     |                  |                              |                  |                  |                  |

### Cursa
Cursa a început la ora 16:00 (ora României), dar a fost amânată o oră jumătate din cauza ploii abundente. În timpul cursei s-a aflat la conducere Charles Leclerc, dar din cauza unei strategii proaste a ieșit de la boxe pe locul al patrulea. De acestă eroare au profitat Sergio Pérez, Carlos Sainz Jr. și Max Verstappen.
| Poz.                                                            | Nr. | Pilot            | Constructor                  | Tururi | Timp/Retras      | Puncte |
| --------------------------------------------------------------- | --- | ---------------- | ---------------------------- | ------ | ---------------- | ------ |
| 1                                                               | 11  | Sergio Pérez     | Red Bull Racing-RBPT         | 64     | 1:56:30,265      | 25     |
| 2                                                               | 55  | Carlos Sainz Jr. | Ferrari                      | 64     | +1,154s          | 18     |
| 3                                                               | 1   | Max Verstappen   | Red Bull Racing-RBPT         | 64     | +1,491s          | 15     |
| 4                                                               | 55  | Charles Leclerc  | Ferrari                      | 64     | +2,922s          | 12     |
| 5                                                               | 63  | George Russell   | Mercedes                     | 64     | +11,968s         | 10     |
| 6                                                               | 4   | Lando Norris     | McLaren-Mercedes             | 64     | +12,231s         | 9      |
| 7                                                               | 31  | Fernando Alonso  | Alpine-Renault               | 64     | +46.358s         | 6      |
| 8                                                               | 44  | Lewis Hamilton   | Mercedes                     | 64     | +50,388s         | 4      |
| 9                                                               | 77  | Valtteri Bottas  | Alfa Romeo-Ferrari           | 64     | +52,525s         | 2      |
| 10                                                              | 5   | Sebastian Vettel | Aston Martin Aramco-Mercedes | 64     | +53,536s         | 1      |
| 11                                                              | 10  | Pierre Gasly     | AlphaTauri-RBPT              | 64     | +54.289s         |        |
| 12                                                              | 31  | Esteban Ocon     | Alpine-Renault               | 64     | +55,644s         |        |
| 13                                                              | 3   | Daniel Ricciardo | McLaren-Mercedes             | 64     | +57,635s         |        |
| 14                                                              | 18  | Lance Stroll     | Aston Martin Aramco-Mercedes | 64     | +60,802s         |        |
| 15                                                              | 6   | Nicholas Latifi  | Williams-Mercedes            | 63     | +1 tur           |        |
| 16                                                              | 24  | Zhou Guanyu      | Alfa Romeo-Ferrari           | 63     | +1 tur           |        |
| 17                                                              | 22  | Yuki Tsunoda     | AlphaTauri-RBPT              | 63     | +1 tur           |        |
| Ab                                                              | 23  | Alexander Albon  | Williams-Mercedes            | 48     | Probleme tehnice |        |
| Ab                                                              | 47  | Mick Schumacher  | Haas-Ferrari                 | 24     | Accident         |        |
| Ab                                                              | 20  | Kevin Magnussen  | Haas-Ferrari                 | 19     | Probleme Tehnice |        |
| Cel mai rapid tur: Lando Norris (McLaren) – 1:14,693 (turul 55) |     |                  |                              |        |                  |        |
| Sursa:                                                          |     |                  |                              |        |                  |        |

| Loc    | 1  | 2  | 3  | 4  | 5  | 6 | 7 | 8 | 9 | 10 | CMRT |
| Puncte | 25 | 18 | 15 | 12 | 10 | 8 | 6 | 4 | 2 | 1  | 1    |

## Clasamentele campionatelor după cursă
|        | Poz. | Pilot            | Pct. |
| ------ | ---- | ---------------- | ---- |
|        | 1    | Max Verstappen   | 125  |
|        | 2    | Charles Leclerc  | 116  |
|        | 3    | Sergio Pérez     | 110  |
|        | 4    | George Russell   | 84   |
|        | 5    | Carlos Sainz Jr. | 83   |
| Sursa: |      |                  |      |

|        | Poz. | Constructor          | Pct. |
| ------ | ---- | -------------------- | ---- |
|        | 1    | Red Bull Racing-RBPT | 235  |
|        | 2    | Ferrari              | 199  |
|        | 3    | Mercedes             | 134  |
|        | 4    | McLaren-Mercedes     | 59   |
|        | 5    | Alfa Romeo-Ferrari   | 41   |
| Sursa: |      |                      |      |

- Notă: Doar primele cinci locuri sunt prezentate în ambele clasamente.